# Praktische Ethik
Praktische Ethik (Original: Practical Ethics) ist der Titel eines erstmals 1979 erschienenen Buches von Peter Singer, in dem er seinen präferenzutilitaristischen ethischen Ansatz skizziert und Schlussfolgerungen für Problemfelder angewandter Ethik begründet, darunter Tierethik, der Lebenswert von Embryos sowie weitere bioethische Themen. Es wurde in viele Sprachen übersetzt und sorgte insbesondere in Deutschland, Österreich und der Schweiz für heftige Diskussionen über den Wert menschlichen Lebens (bzw. dessen Bewertbarkeit).
Das Buch wurde 1993 überarbeitet und in einer zweiten Ausgabe wurden zwei neue Kapitel hinzugefügt, eines über ökologische Fragen und eines über Flüchtlinge. Im Jahr 2011 erschien eine dritte Auflage, in der das Kapitel über das Thema Flucht wieder herausgenommen und dafür eines über ethische Fragen des Klimawandels neu aufgenommen wurde.

## Inhalt

### Gleichheit und Interessen
Singer erklärt in dem Kapitel Gleichheit und ihre Implikationen das Prinzip der gleichen Interessenabwägung. Demnach bedeutet Gleichheit nicht, alle gleich zu behandeln, sondern alle Interessen gleich zu berücksichtigen. Eine Berücksichtigung der Spezies bei der Interessenabwägung ist unberechtigt. Entscheidend ist nicht, ob ein Wesen zur Spezies Mensch gehört, sondern welche Interessen es besitzt. So ist beispielsweise die Fähigkeit, Schmerz zu empfinden, gekoppelt mit dem Interesse, keine Schmerzen zu erleiden. Alle Individuen, die Schmerz empfinden können, müssen daher bei einer Abwägung berücksichtigt werden.
Nach Singer gibt es keinen ethischen Grund, Interessen von Lebewesen nicht gleich zu behandeln. Um sinnvoll von Interessen sprechen zu können, setzt er die Fähigkeit Schmerz zu empfinden, als Voraussetzung für Interessen fest. Lebewesen, die keinen Schmerz empfinden können, haben keine Interessen und somit auch keine Interessen, die berücksichtigt werden müssen.
Singers Ethik basiert auf einem utilitaristischen Ansatz, er hält daher „Rechte“ für wenig sinnvoll, es sei denn, sie dienen als Kürzel, um auf „fundamentalere moralische Prinzipien“ zu verweisen.

### Der Personenbegriff
In Anlehnung an John Locke entfaltet Singer seinen Personenbegriff. Dies ist konstitutiv für seinen ethischen Ansatz. Eine Person ist demnach ein Lebewesen, das sich seiner selbst bewusst, empfindungsfähig und autonom ist sowie ein Interesse an etwas hat. Es muss außerdem Wünsche für die Zukunft haben können und sich der Vergangenheit und Gegenwart bewusst sein. Es geht um ein kontinuierliches Identitätsbewusstsein über die Zeit hinweg, also eine „distinkte Entität in der Zeit“.
Singer unterscheidet drei Kategorien von Wesen:
- nicht bewusste Wesen, zum Beispiel Pflanzen. Diese Wesen können keinen Schmerz empfinden und müssen bei Interessenabwägungen nicht berücksichtigt werden.[A 1]
- bewusste Wesen, zum Beispiel Fische, die empfindungsfähig sind. Ihre Interessen müssen berücksichtigt werden.
- selbstbewusste Wesen (Personen), zum Beispiel ausgewachsene Menschen und Menschenaffen (sofern keine geistige Beeinträchtigung vorliegt). Sie zu töten wiegt schwerer als das Töten von nur bewussten (aber nicht selbstbewussten) Wesen, da sie in der Regel den Wunsch für die Zukunft haben, weiterzuleben.

### Tiere
Eine Konsequenz dieses Ansatzes ist es, dass die Interessen aller leidensfähigen Tiere ebenso berücksichtigt werden müssen wie die Interessen von Menschen. Dies hat besonders Auswirkungen auf die moderne Massentierhaltung und Tierversuche, bei denen die Tiere oftmals leiden und damit ihr Interesse, keinen Schmerz zu empfinden, missachtet wird.
Die unterschiedliche Berücksichtigung von Interessen aufgrund der Angehörigkeit zu einer Spezies (zum Beispiel Menschen, die ihre Interessen als höherwertig im Vergleich zu Tieren einstufen), bezeichnet Singer in Anlehnung an Begriffe wie Rassismus oder Sexismus als Speziesismus.

### Weshalb ist Töten Unrecht?
Weshalb das Töten eines Lebewesens unrecht ist, hängt nach Singer nicht von der Spezies (z. B. ob das Lebewesen ein Mensch ist oder nicht), sondern vom Bewusstseinszustand ab. Während die Tötung eines nur bewussten, nicht selbstbewussten Wesens dem Wesen bloß die Möglichkeit zum weiteren Erleben von Lust nimmt, ist die Tötung einer Person nach Singers Definition schwerwiegender. Da Personen sich ihrer Zukunft bewusst sind und Wünsche für diese haben, stellt die Tötung einer Person die Vereitelung der Erfüllung der Wünsche dar.
Zudem ist die Tötung eines Lebewesens in den seltensten Fällen schmerzfrei; dieser Schmerz muss zusätzlich berücksichtigt werden.

#### Das Töten von Embryonen, Föten und Neugeborenen
Beim Heranwachsen einer befruchteten Eizelle über den Fötus zum Säugling gibt es keinen klaren Punkt, ab dem das Töten unethisch ist. Singer stellt fest, dass die gängige Trennlinie an der Stelle der Geburt, dem Vorhandensein eines Bewusstseins oder der eigenständigen Lebensfähigkeit in Bezug auf das Tötungsverbot keine ethische Bedeutung hat, da sie eine unscharfe und oft unbegründete Grenzziehung darstellt.
Denn bei jedem fairen Vergleich moralisch relevanter Eigenschaften wie Rationalität, Selbstbewußtsein, Bewußtsein, Autonomie, Lust- und Schmerzempfindung, und so weiter haben das Kalb, das Schwein und das viel verspottete Huhn einen guten Vorsprung vor dem Fötus in jedem Stadium der Schwangerschaft […].
Für Singer ist das wichtigste Kriterium die Leidensfähigkeit des Fötus, die ab einem bestimmten Zeitpunkt einsetzt. Die ernsthaften Interessen einer Frau würden daher normalerweise jederzeit vor den rudimentären Interessen selbst eines bewussten Fötus Vorrang haben.

### Arm und reich
Laut Singer ist es moralisch nicht zu rechtfertigen, dass einige wenige Menschen im Überfluss leben, während sich viele andere Menschen in Armut befinden und hungern müssen. Er tritt dafür ein, dass Menschen, die es sich leisten können, 10 % ihres Einkommens spenden sollten, um dieser Ungleichverteilung entgegenzuwirken. Zu dieser Forderung kommt er nach einem Diskurs über die Fragestellung: Was ist moralisch schlimmer? Töten oder sterben lassen? unter dem Gesichtspunkt, dass im Falle wirtschaftlichen Überflusses ein Nicht-Spenden dem Sterben-Lassen gleichkomme.
Bei den Spenden wiege der entstehende Nutzen den vergleichsweise geringen Verlust des Gebers auf.
Er selbst führt 20 bis 30 Prozent seines Einkommens an Oxfam und UNICEF ab.

### Flüchtlingsproblematik
Singer führt in dem nur in der zweiten Auflage enthaltenen Kapitel Die drinnen und die draußen Argumente für die Aufnahme von mehr Flüchtlingen in die reichen Industrieländer an. Nach dem Prinzip gleicher Interessenabwägung aller Betroffenen nennt er an erste Stelle die Interessen von Flüchtlingen – um deren dringlichste und grundlegendste Interessen gehe es offenbar –, an zweiter Stelle die der Einwohner des Aufnahmelandes. Auch indirekte Konsequenzen, zum Beispiel die Chance eines Aufschwungs oder das Risiko einer Destabilisierung im Aufnahmeland oder eine Stabilisierung der Weltordnung, indem reiche Länder die armen nicht mit dem Thema alleine lassen, erwägt er. Im Ergebnis vertritt er, ähnlich wie in dem Kapitel Arm und reich, die Meinung, dass drastisch mehr Flüchtlingen geholfen werden muss, auch wenn dies eine Verminderung des in den Industrienationen üblichen Luxus bedeutet. Eine Verdopplung der Kontingente könnte, so Singer, für die Bevölkerung sogar von Nutzen sein.
In der dritten Auflage nahm Singer das Kapitel wieder aus seinem Werk heraus. Sich mit dem Thema in einem einzigen Kapitel eines an eine internationale Leserschaft gerichteten Bandes zu befassen müsse zwangsläufig oberflächlich bleiben. Eine angemessene und ausreichend differenzierte Erörterung erschien Singer in dem Rahmen nicht möglich.

### Klimawandel
In die dritte Auflage nahm Singer ein Kapitel über den Klimawandel, „der wesentlichen moralischen Herausforderung unserer Zeit“, auf. Treibhausgasemissionen bewirken, für den Verursacher unmerklich, weit entfernt Schaden. Singer verweist unter anderem auf Schätzungen der Weltgesundheitsorganisation, denen zufolge durch die Klimaänderungen allein im Jahr 2004 zusätzlich 140.000 Menschen starben. Für diese Form von Schaden fehle den Menschen jede Art von instinktiven Hemmungen und emotionalen Reaktionen. Allein die Auffassung, dass man Fremden nicht schaden dürfe, bedeutet, so Singer, eine Verpflichtung, das bisherige Vorgehen zu stoppen und für schon entstandenen Schaden aufzukommen.
Singer erörtert drei Ansätze festzulegen, wer in welchem Ausmaß seine Treibhausgasemissionen reduzieren sollte: Das Prinzip der Berücksichtigung historischer Emissionen, das Prinzip eines gleichen Pro-Kopf-Anteils an einer Aufnahmekapazität der Atmosphäre und das Prinzip einer Begrenzung von Luxus-Emissionen, während existenzsichernde Versorgungs-Emissionen erlaubt blieben. Doch es ist, nach Singer, kein plausibles ethisches Prinzip vorstellbar, das die reichen Länder zur Rechtfertigung ihres hohen Treibhausgasausstoßes heranziehen könnten. Er vergleicht die Handlungsweise der reichen Länder in ihrer massiven Wirkung mit einem Angriffskrieg gegen die bedrohten Menschen.
Hinsichtlich individueller Pflichten führt Singer an: Die Wirkung individueller Emissionsminderungen ist zwar scheinbar gering und von niemandem bemerkbar. Es wird aber durch die Emissionen eines Einzelnen einer sehr großen Zahl von Menschen – Millionen, vielleicht Milliarden – ein (in Summe) sehr großer Schaden zugefügt. Es ist, nach Singer, absurd, in diesem Fall kleine Schäden unbeachtet zu lassen. Hinzu kommen der Vorbildcharakter und die politische Wirkung klimafreundlichen Verhaltens. Neben der Verantwortung für individuelles oder kollektives Unrecht durch den Ausstoß von Treibhausgasen gibt es eine Pflicht, auf eine Veränderung der Politik des eigenen Landes hinzuwirken.

### Umwelt
Singer sieht bei Fragen nach dem richtigen Umgang mit Natur besonders deutlich verschiedene moralische Wertvorstellungen zutage treten. In einer anthropozentrischen Sicht, wie sie in der abendländischen Tradition verbreitet ist, sind Menschen von zentraler oder sogar alleiniger Bedeutung. Der Wert von etwas Natürlichem liegt dann allein darin, dass es Mittel für menschliche Zwecke sein kann, sei es für seinen Lebensunterhalt oder für z. B. ästhetische Erfahrungen. Berücksichtigt man beim Verbrauch erschöpflicher natürlicher Ressourcen in angemessener Weise auch die Interessen aller künftigen Generationen und die aller empfindungsfähigen Wesen (Pathozentrismus), dann würde schon eine solche Ethik wirkungsvolle Argumente für „Umweltwerte“ liefern. Bei der Berücksichtigung künftiger Generationen könnte die übliche Praxis, Interessen künftiger Personen ein geringeres Gewicht beizumessen (soziale Diskontierung), ungerechtfertigt sein, wenn dadurch Dinge unwiederbringlich verloren gehen, die für die Zukunft bedeutsam sein könnten.
Argumente, dass außer empfindungsfähigen Wesen noch Anderes, wie Pflanzen, Arten, Ökosysteme oder die gesamte Biosphäre, einen Wert für sich haben könnte (Biozentrismus), vermögen Singer nicht zu überzeugen. Albert Schweitzers Argumente für eine mit einer „Ehrfurcht vor dem Leben“ verbundene Ethik sind für Singer unverständlich, der gleiche Standpunkt ließe sich gegenüber künstlichen Dingen einnehmen. Tiefenökologische Überzeugungen, die auch Leblosem einen Wert zusprechen, lehnt Singer ebenfalls ab. Denn auch hier sieht Singer eine sinnvolle Orientierung, wie sie bei empfindungsfähigen Wesen durch Interessen gegeben ist, nicht als möglich an.

### Zwecke und Mittel
Anhand von vier Fällen werden in dem Kapitel Zwecke und Mittel, in der dritten Auflage Ziviler Ungehorsam, Gewalt und Terrorismus, verschiedene Arten von zivilem Ungehorsam und Gewalt erörtert. In allen Fällen handelt es sich um einen Gesetzesbruch, der begangen wird, um eine anerkannte aber – aus Sicht der Täter – unmoralische Praxis zu ändern. Die von Singer untersuchte Frage ist, wann sich der Gebrauch solcher illegalen Mittel für lobenswerte Zwecke rechtfertigen lässt.
Dabei unterscheidet Singer zwischen zivilem Ungehorsam, Gewalt gegen Sachen und Gewalt gegen Lebewesen. Außerdem spielt für ihn eine Rolle, ob Ungehorsam oder Gewalt in einer Demokratie oder einem anderen System, beispielsweise einer Diktatur, ausgeübt wird. Zivilen Ungehorsam sieht er sehr oft als gerechtfertigt an. Es müssen dabei verschiedene mögliche Konsequenzen abgewogen werden: das Ausmaß des Unrechts, die Folgen der verbotenen Handlung, die Gefahr, dass die Achtung vor Gesetz und Demokratie drastisch sinkt, oder auch die Risiken konterproduktiver Folgen für den angestrebten Zweck. Normalerweise sind in etablierten, friedlichen Verfahren zustande gekommene Urteile zu akzeptieren, das gilt in besonderem Maß für demokratische Entscheidungen, die tatsächlich die Mehrheit repräsentieren. Wenn die Entscheidung jedoch nicht die Mehrheit repräsentiert oder um die Mehrheit auf ein Unrecht aufmerksam zu machen oder – jedoch deutlich schwerer zu rechtfertigen – bei besonders großem Unrecht wie Völkermord auch gegen den offenkundigen Willen der Mehrheit kann Ungehorsam richtig sein.
Gewalt lässt sich hingegen nur schwer rechtfertigen. Dabei müssen die Gründe, die man für Gewalt gegen empfindungsfähige Wesen anführt, generell gewichtiger sein als die für Sachbeschädigung. Gewalt gegen Personen ist nur in Extremfällen, wie zum Beispiel als Widerstand in der Zeit des Nationalsozialismus rechtfertigbar.

### Warum moralisch handeln?
Das letzte Kapitel des Buches ist ein Beitrag zur philosophischen Debatte über Moralbegründung. Die Titelfrage ist eine Variation der Leitfrage dieser Debatte, die erstmals von Bradley aufgeworfen wurde. Sie gehört als metaethische Frage nicht in die gleiche Kategorie von Fragen wie „Lässt sich eine Abtreibung rechtfertigen?“ oder „Haben Tiere Rechte?“, welche die Ethik zu beantworten versucht, sondern ist eine Frage zur Ethik an sich. Singer präzisiert sie als Suche nach Gründen dafür, Urteile und Entscheidungen überhaupt anhand ihrer Universalisierbarkeit – vom Standpunkt des unparteiischen Beobachters aus – zu fällen und nicht allein anhand von Eigeninteresse, Ästhetik oder Etikette.
Argumente, dass schon die Vernunft von uns moralisches Handeln verlangt, weil unmoralisches, d. h. nicht-universalisierbares, Handeln im Widerspruch zu einer objektiven, universellen Vernunft stehen würde, sind für ihn nicht schlüssig. Eine amoralische, egoistische Sichtweise, welche die eigenen Interessen als vorrangig betrachtet, kann ebenso in sich schlüssig sein wie eine Sichtweise, die das gleiche für die Interessen aller tut. Handeln aus Pflichtbewusstsein, um der Moral selbst willen, ist zwar gesellschaftlich nützlich und lobenswert, bleibt so aber letztlich unbegründet. Entscheidend dafür, einer Handlung Moralität zuzusprechen, ist nach Singer also nicht, dass sie moralisch motiviert ist; wesentlich sind vielmehr die Handlungsfolgen. Daher ist es für Singer möglich, auch im Motiv des Eigeninteresses nach Gründen für moralisches Handeln zu suchen.
Singer skizziert zwei amoralische Charaktertypen: den impulsiven, asozialen „Psychopathen“, der sich nur an eigenen, kurzfristigen Vergnügungen orientiert, und den „klugen Egoisten“, der zwar langfristige, aber auch nur unmittelbar eigene Interessen verfolgt. Für sie ist es zwar nicht auszuschließen, dass sie ein erfreuliches bzw. erfülltes Leben führen können. Dem ersten fehlt jedoch, nach Singer, ein sinnstiftendes Ziel, der zweite wird oft an Unersättlichkeit scheitern. Eine naheliegende Lösung ist die ethische Sichtweise, die uns verhilft, unsere nach innen gerichteten Interessen zu überwinden. Die Vernunft, in einem weiten Sinn, der Selbstbewusstsein und Reflexion über das Wesen und den Zweck unserer eigenen Existenz einschließt, drängt uns also doch zu umfassenderen Interessen als der Qualität unserer Existenz, mithin dazu, ethisch zu handeln.

## Rezeption
Praktische Ethik ist Singers Hauptwerk und richtet sich, im Vergleich zu seinem vier Jahre zuvor erschienenen Buch Animal Liberation. Die Befreiung der Tiere, stärker an ein akademisches Publikum. Die britischen Philosophen Roger Crisp und Tim Chappell nahmen es als „einflussreiche Sammlung utilitaristischer Erörterungen verschiedener praxisbezogener Themen“ in die Bibliographie der Routledge Encyclopedia of Philosophy zum Thema Utilitarismus auf. Der australische Philosoph Stephen Buckle schreibt der Praktischen Ethik zu, dass sie klar argumentiere und eine bemerkenswerte eigene Sicht auf eine Reihe von Themen vertrete.
Buckle sieht Singer in der Metaethik den Fußstapfen nonkognitivistischer Vorgänger folgen, vor allem denen Richard M. Hares. Letztlich ist für ihn Singers Moralbegründung aber nicht schlüssig. Eingangs seines Werks begründet Singer, warum der utilitaristischen Standpunkt eine erste minimale ethische Grundlage bildet: Wenn man den moralischen Standpunkt einnimmt, dann kann man den Schritt der Universalisierung seiner am Eigeninteresse ausgerichtete Entscheidungsfindung nicht verweigern und gelangt zu diesem utilitaristischen Standpunkt, der mindestens die Interessen aller Betroffenen berücksichtigt. Als Grund dafür, warum man überhaupt den Schritt der Universalisierung tun sollte, gibt Singer schlussendlich ein aufgeklärtes Eigeninteresse an, dass indirekt über den ethischen Standpunkt zum eigenen Glück führt. Aber warum, fragt Buckland, wird jemand, der nur eigeninteressiert ist, zwingend den Schritt der Universalisierung tun, wenn dies nicht in seinem Interesse ist? Dazu müsse man annehmen, dass Menschen neben dem Eigeninteresse noch ein Drang zur Universalisierung innewohnt. Doch dann könne man statt des Eigeninteresses ebenso gut einen Universalismus an den Anfang der Überlegungen stellen. Indem Singer das Eigeninteresse an den Anfang stelle und ihm die Vernunft unterordne, folge er Hume. Statt aber, wie Hume, mitfühlendes Empfinden als Moralbegründung zu akzeptieren, ersetzt er es, Buckle zufolge, unzulässigerweise durch den inkonsistenten Versuch einer am Eigeninteresse ausgerichteten rationalen Begründung.
Insbesondere in Deutschland, Österreich und der Schweiz wurde Singer für das Buch stark kritisiert. Seine Vorlesungen an Universitäten wurden gezielt gestört und die Veranstalter durch Proteste zum Abbruch gezwungen. Behindertenorganisationen und andere Gruppen werfen Singer „Menschenverachtung“ vor. Die Gegner Singers rechtfertigen ihre ablehnende Haltung zu einer Diskussion mit der „Unantastbarkeit des menschlichen Lebens“ und verweisen auf die Aktion T4 zur Zeit des Nationalsozialismus, in der Leben ebenfalls „bewertet“ wurde und 100.000 Behinderte getötet wurden.
Eine Zusammenstellung der Reaktionen auf Singers Ethik und eine Chronologie der öffentlichen Diskussion ist unter dem Titel Peter Singer in Deutschland. Zur Gefährdung der Diskussionsfreiheit in der Wissenschaft. veröffentlicht worden.

## Werkgeschichte

### Zweite Auflage
Auf einige Kritikpunkte der ersten Auflage geht Singer genauer ein. Im Anhang findet sich ein Nachdruck von Singers Aufsatz "On Being Silenced in Germany", in dem er die Debatte in Deutschland aus seiner Sicht schildert. Dort kritisiert er beispielsweise die fehlende Diskussionsbereitschaft darüber, was „absolute Menschenwürde“ und „Wert des Lebens“ eigentlich bedeuten, worauf diese ethischen Konzepte gründen und welche Implikationen sie besitzen. Außerdem wehrt er sich gegen Vergleiche seiner Position mit den Taten in der Zeit des Nationalsozialismus.
H. L. A. Harts Kritik, dass für einen Utilitaristen Personen ebenso ersetzbar sein müssten, begegnet Singer folgendermaßen: Das Erschaffen von neuen Präferenzen ist selbst dann, wenn diese erfüllt werden, im Allgemeinen weder gut noch schlecht. So mag beispielsweise die Schaffung der Präferenz „Hunger“ akzeptabel erscheinen, wenn sie mit einer leckeren Mahlzeit belohnt und befriedigt wird. Andererseits ist es nicht erstrebenswert, Kopfschmerzen zu bekommen, auch wenn ein Mittel gegen diese bereitsteht und somit das Verlangen nach Beenden der Schmerzen erfüllt werden kann. Präferenzen von Personen können nicht ersetzt werden, weil die Erfüllung einer Ersatzpräferenz mit der Schaffung derselben einhergeht und diese ethisch neutral ist, also das Zerstören der ursprünglichen Präferenz nicht rechtfertigen kann.

### Dritte Auflage
In der dritten Auflage wurde das in der zweiten Auflage hinzugefügte Kapitel über die Flüchtlingsproblematik wieder entfernt. Dafür ist ein Kapitel über den Klimawandel und den damit verbundenen Herausforderungen ergänzt worden.
Als bedeutsamste Änderung bezeichnet er in seinem Vorwort zur dritten Auflage ein Überdenken seiner früheren Position zur Fragestellung, ob die Entstehung eines neuen Lebewesens – sei es ein menschliches oder nichtmenschliches – in irgendeinem Sinne das Ende eines gleichen Lebewesens, das getötet worden ist, zu kompensieren vermag. Eine ausschließlich auf dem Präferenzutilitarismus beruhende Position sieht er nach Überarbeitung der dritten Auflage nun nicht mehr als eine zufriedenstellende Lösung für dieses Dilemma an. Diese Teile des Buches würden bei ihm immer noch sehr große philosophische Unsicherheit hinterlassen.
Nachdem Singer die dritte Auflage des Bandes Praktische Philosophie vorgelegt hatte, gab er in der Arbeit an The Point of View of the Universe (2014), in der er die am klassischen hedonistischen Utilitarismus ausgerichteten Positionen Henry Sidgwicks untersuchte, die präferenzutilitaristische Sichtweise schließlich größtenteils auf und schloss sich der hedonistischen Sicht des klassischen Utilitarismus an.